# Nordgaardia cornucopioides
Nordgaardia cornucopioides är en mossdjursart som beskrevs av Jean-Loup d'Hondt 1983. Nordgaardia cornucopioides ingår i släktet Nordgaardia och familjen Bugulidae. Inga underarter finns listade i Catalogue of Life.